# Hyperchiria acutus
Hyperchiria acutus är en fjärilsart som beskrevs av Conte 1906. Hyperchiria acutus ingår i släktet Hyperchiria och familjen påfågelsspinnare. Inga underarter finns listade i Catalogue of Life.